# Општина Драгомирешти (Њамц)
Драгомирешти (рум. Dragomireşti) општина је у Румунији у округу Њамц.
Oпштина се налази на надморској висини од 374 m.